# USS Shark (SSN-591)
USS Shark (SSN-591) – amerykański okręt podwodny z napędem atomowym typu Skipjack. Zwodowana 16 marca 1960 roku jednostka, weszła do służby w amerykańskiej marynarce wojennej 9 lutego 1961 roku, po czym pełniła ją do 15 września 1990 roku. "Shark" wyposażony był w siłownię z jednym reaktorem wodno-ciśnieniowym S5W oraz dwoma turbinami parowymi o mocy wyjściowej 15000 KM napędzającymi jedną śrubę. Podstawowym uzbrojeniem okrętu były torpedy Mk.14 i Mk.16, wystrzeliwane z sześciu wyrzutni torpedowych kalibru 533 mm umieszczonych na dziobie jednostki.